# سيلينيد الألومنيوم
 سيلينيد الألومنيوم هو مركب كيميائي له الصيغة Al2Se3، ويكون على شكل بلورات صفراء.

## التحضير
يحضر هذا المركب من تفاعل عنصري الألومنيوم والسيلينيوم عند درجة حرارة تقارب 1000 °س:
{\displaystyle \mathrm {2\ Al+3\ Se\longrightarrow Al_{2}Se_{3}} }

## الخواص
يوجد المركب في الشروط القياسية على شكل مسحوق بلوري أصفر إلى بني، وهو حساس للرطوبة، إذ يتحلمه بسرعة ليعطي غاز سيلينيد الهيدروجين:
{\displaystyle {\ce {Al2Se3 + 3 H2O -> Al2O3 + 3 H2Se}}}

## الاستخدامات
يستفاد من تفاعل التفكك المائي لمركب سيلينيد الألومنيوم في الحصول على غاز سيلينيد الهيدروجين، المفيد في صناعة أشباه الموصلات.